# Лакові вироби Китаю

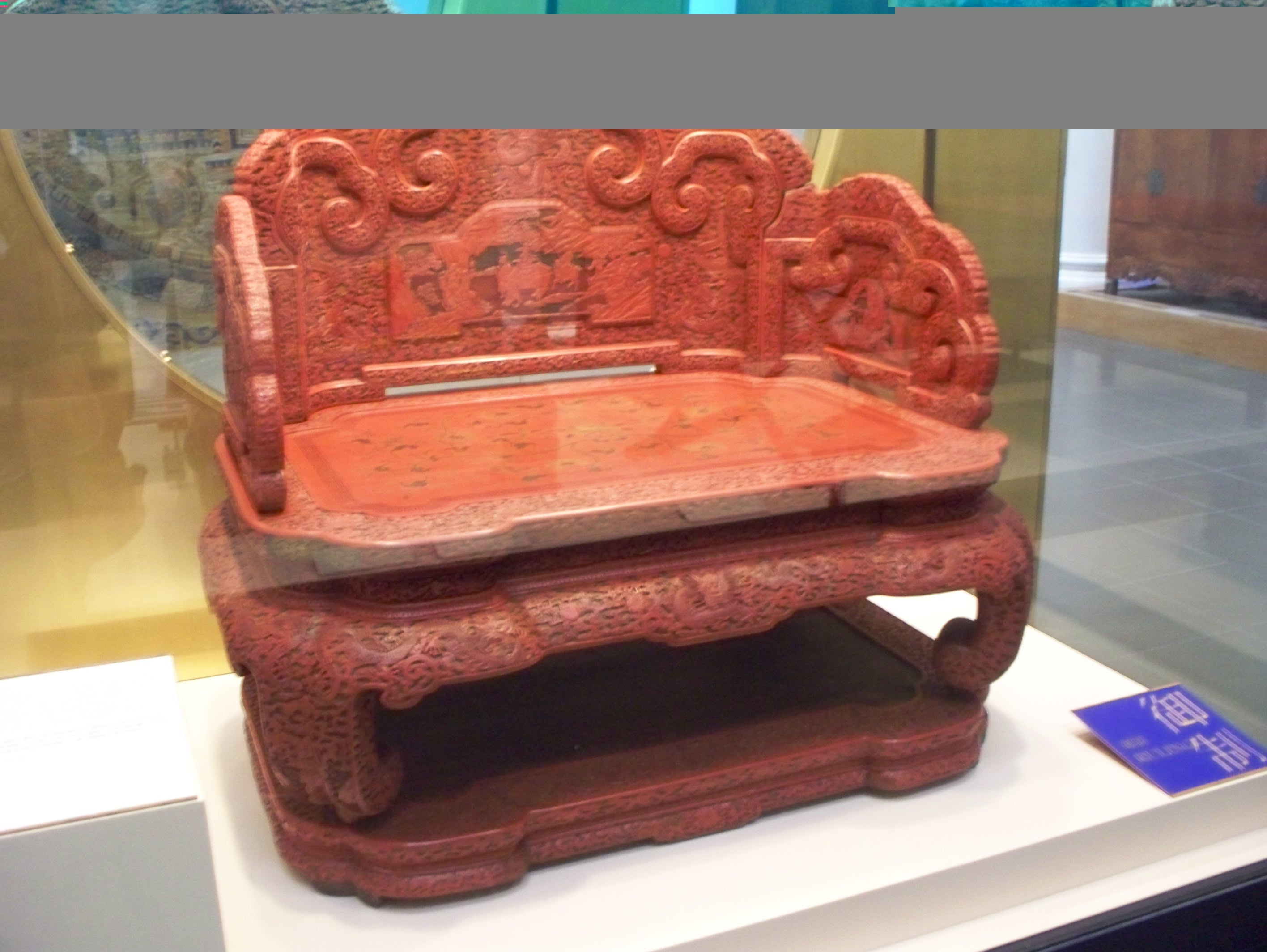
Трон китайського імператора династії Цинь, рожевий лак, різьба

 Лакові вироби Китаю  - особлива галузь мистецтва Китаю і деяких інших країн Далекого Сходу.

## Технологія

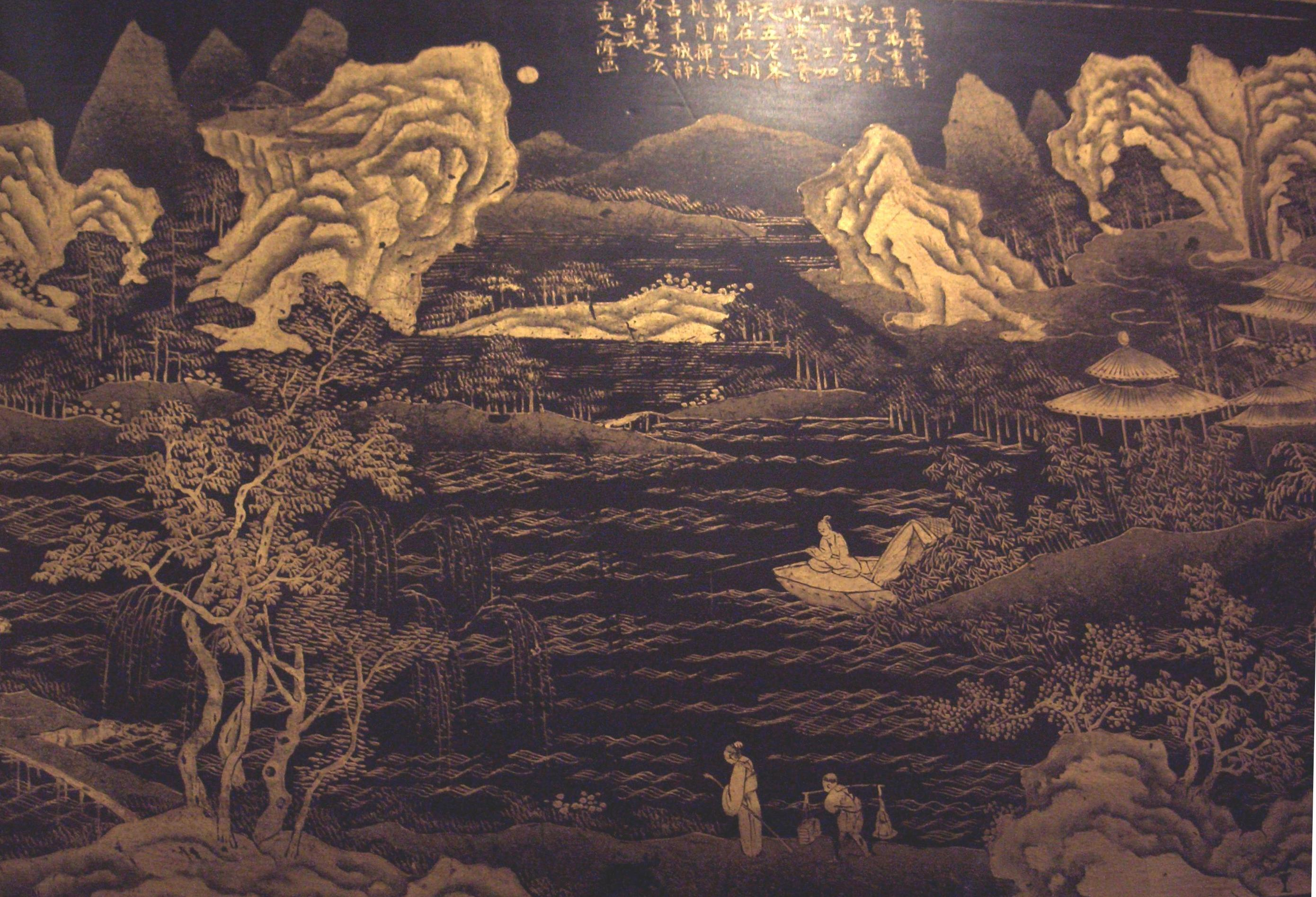
Краєвид, китайський чорний лак і живопис золотим лаком, бл. 1595 р. Музей лакових виробів, Мюнстер, Німеччина.

Ягоди лакового дерева

В класичній традиції культури Китаю чільне місце посідає довге і закохане спостереження за природою, її змінами в різні пори року, милування квітами, птахами, комахами, пожовклим листям восени, краєвидами, першим снігом.
На території Китаю росте декілька різновидів отруйних рослин, сік яких застигає на відкритому повітрі і набуває якостей твердих речовин, здатних до обробки. Тверді вже речовини втрачають отруйні якості. Допитливі китайські ремісники помітили це і почали використовувати навіть сік отруйних рослин. Поволі виробили необхідні навички видобутку токсичного соку та методику запобігання отруєнь  при роботі з небезпечною речовиною.
Головний постачальник природного лаку - лакове дерево ( Rhus vernicifera  або verniciflua ). Воно поширене в центральному Китаї на висоті 900-1.200 м над рівнем моря. Одне дерево дає близько 50 грамів лаку. Випалення гілок дає лаконосну смолу більш низькоякісну, ніж сік.
Серед лаконосних рослин є дерева, кущі, ліани. Сік різних рослин по різному використовувався - від створення лакового живопису до меблів, дерев'яну основу  яких вкривали декількома шарами лаку. А після сушки доробляли розписами чи різьбленими візерунками.
Особливо цікавими були твори, основою яких слугувало дерево або пап'є-маше. Сушка лакових виробів вимагала підвищеної вологості. Тому іноді вироби розміщали в шафи з вологими стінами. Вибаглива технологія сушки ставала в заваді при створенні великих речей. По легенді, коли пихатий імператор наказав створити фортецю з лакового дерева, кмітливі ремісники зауважили, що не мають такої завеликої шафи, куди  можна було б покласти тую фортецю на сушку.

## Якості лакових виробів

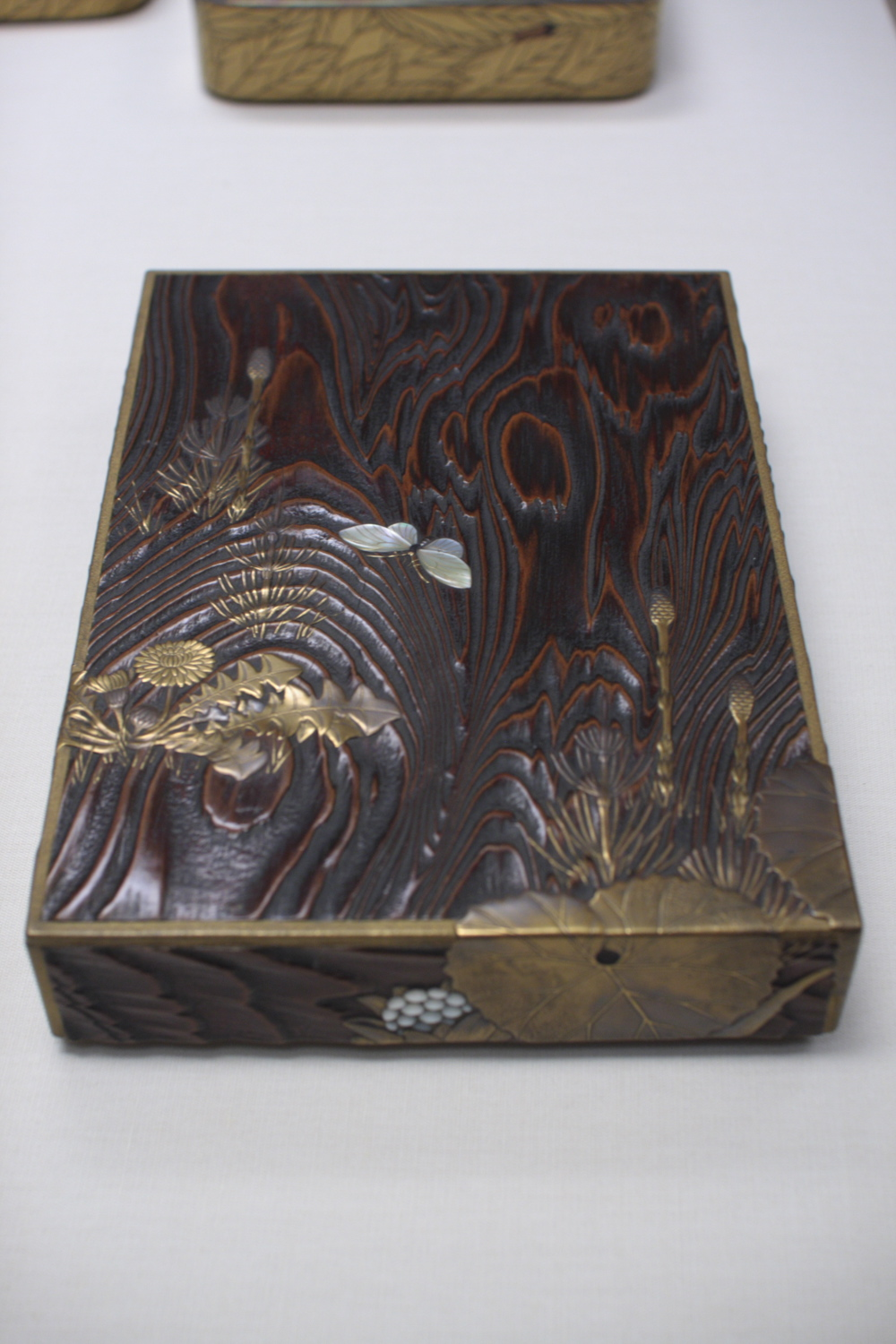
Японська лакова скринька для письмового знаряддя, автор - Ікеда Тайшин, 1860 р., шліфоване дерево, лак, перламутр.

З погляду на сучасні дослідження - застигання соку лаконосних рослин є процесом полімерізації. Речовини соку полімерізуються в присутності кисню повітря і набувають довготривалості, водонепроникності, нейтральності( не псуються в кислому чи лужному оточенні), не псуються при помірних низьких чи високих температурах, не вимагають випалення як кераміка чи порцеляна, не псуються від бактерій. Хоча процес створення лакових виробів - довготривалий і має значну власну специфіку.
Вдосконалення технології лакових виробів дозволило віртуозним китайським майстрам виробляти з лаком - взуття, віяла, капелюшки, посуд, меблі, китайські ширми, дитячі колиски і навіть коштовні труни для поховання імператора.
Лакова рідина  добре комбінувалася з порошковим золотом і сріблом, що вплинуло на появу лакового живопису з використанням  коштовних металів. Чорний лак комбінували також зі шматочками шліфованого перламутру. Ця технодогія доживе до кінця 19 століття і буде підхоплена декоративно-ужитковим мистецтвом доби модерн ( сецесія ) в Західній Європі та США.

## Трохи історії

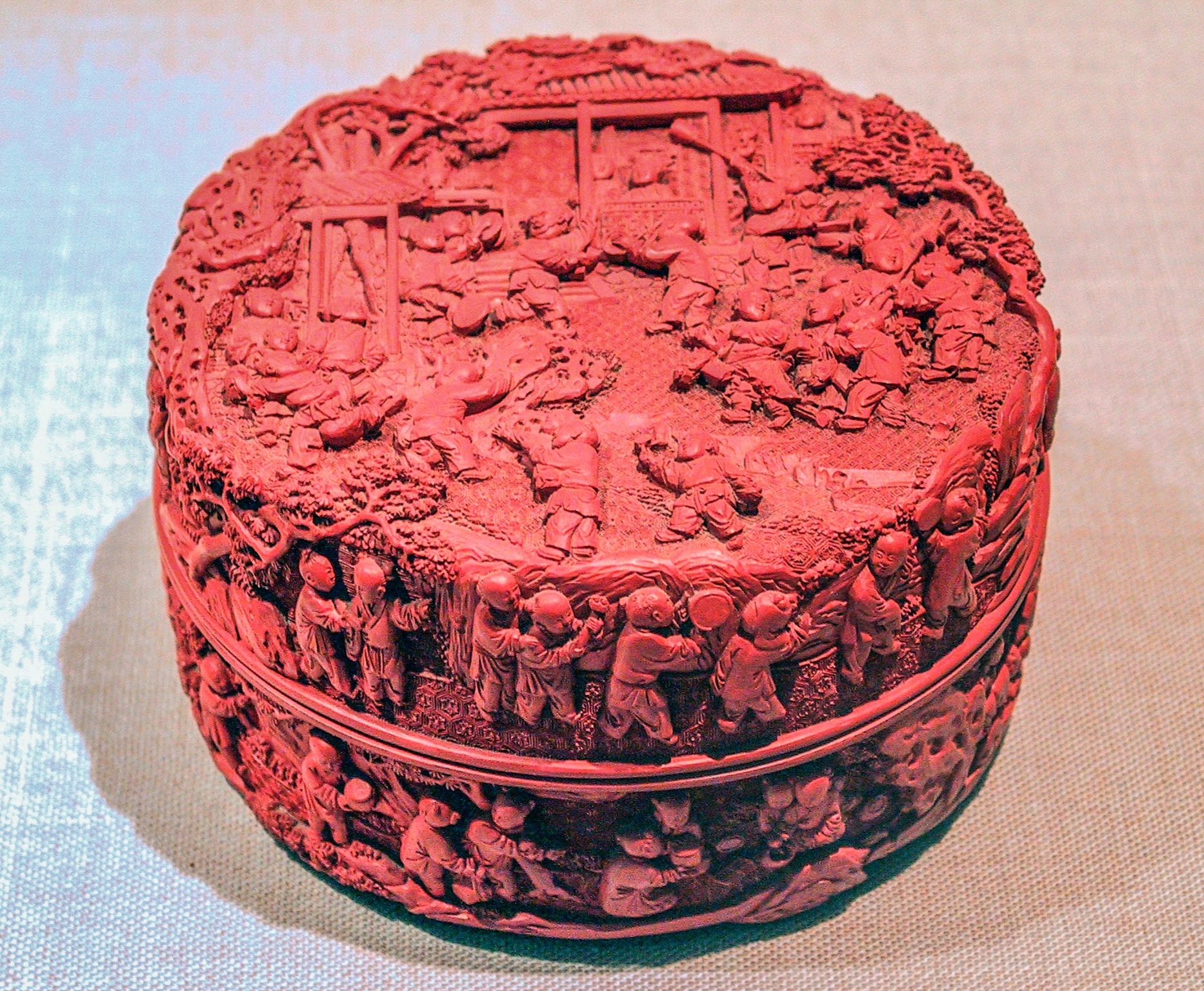
Кругла лакова скринька червоного кольору з фігурками дітей, до 1795 р., Національний музей Китаю.

Археологічні розкопки впродовж 20 століття на території Китаю постійно дозволяли відсувати в глиб віків початок технології лакових виробів. У 1976 р. в Аньяні було знайдене неушкоджене поховання імператриці Хао в лаковій труні, яку датують 13 століттям до н. е. Після цього дослідники почали вважати лакові вироби - найдавнішим різновидом «промислового пластику».
Створення виробів китайського лаку увібрало в себе як нові технологічні засоби, так і китайський бюрократизм. Існували як приватні, так і державні майстерні. Прочитаний напис ( 4 століття н. е. ) на лаковому келиху для вина розповів, що до виготовлення цієї речі мали відносини 12 осіб, шість з яких були лише керівниками - посадовцями та наглядачами.
Вироби з лаку посіли значне місце в тогочасній культурі. Китайські імператори дарували лакові вироби як державні нагороди за важливі послуги.

## Галерея творів

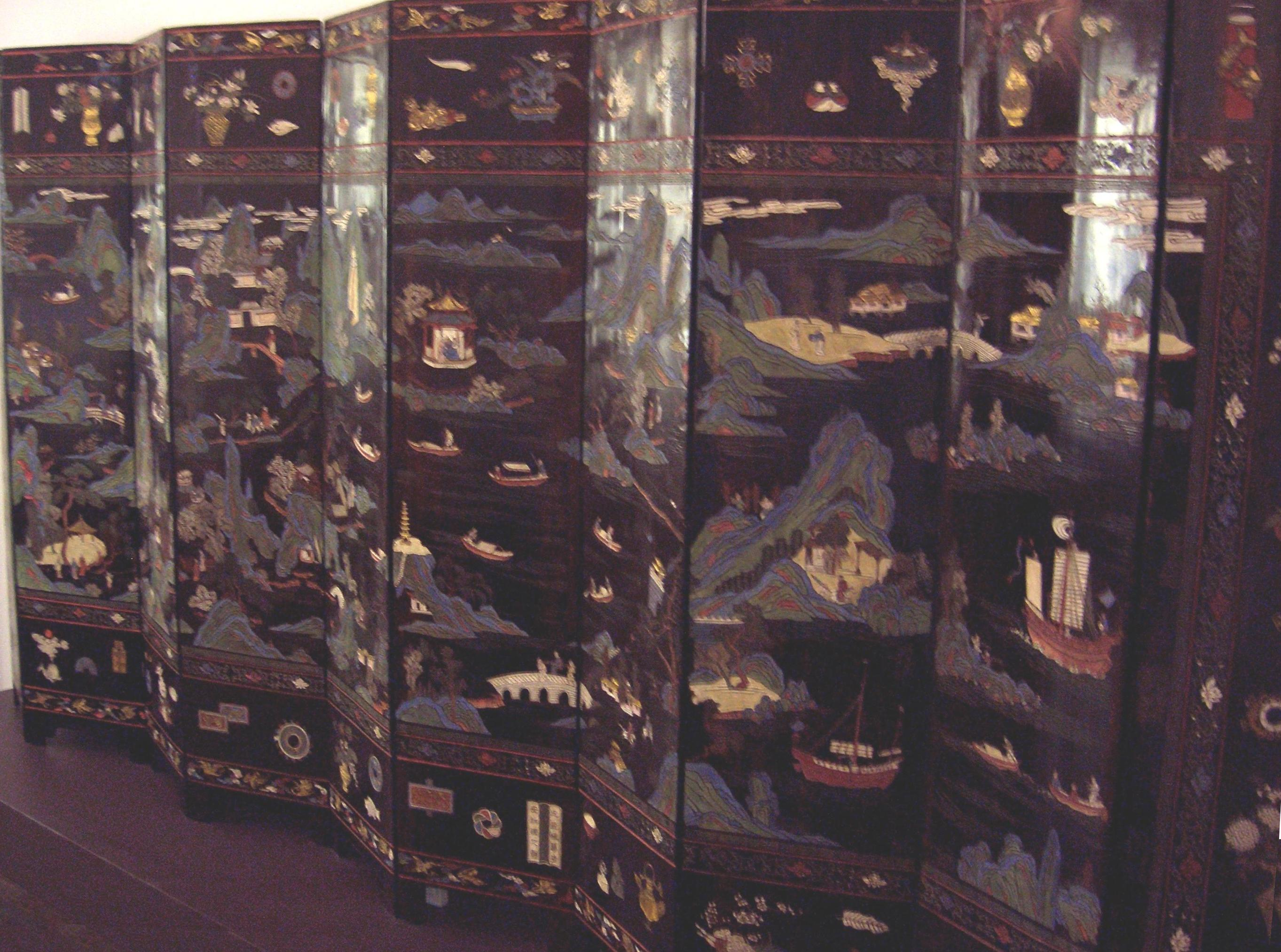
Коромандельська ширма, лаковий живопим, Мюнхен,
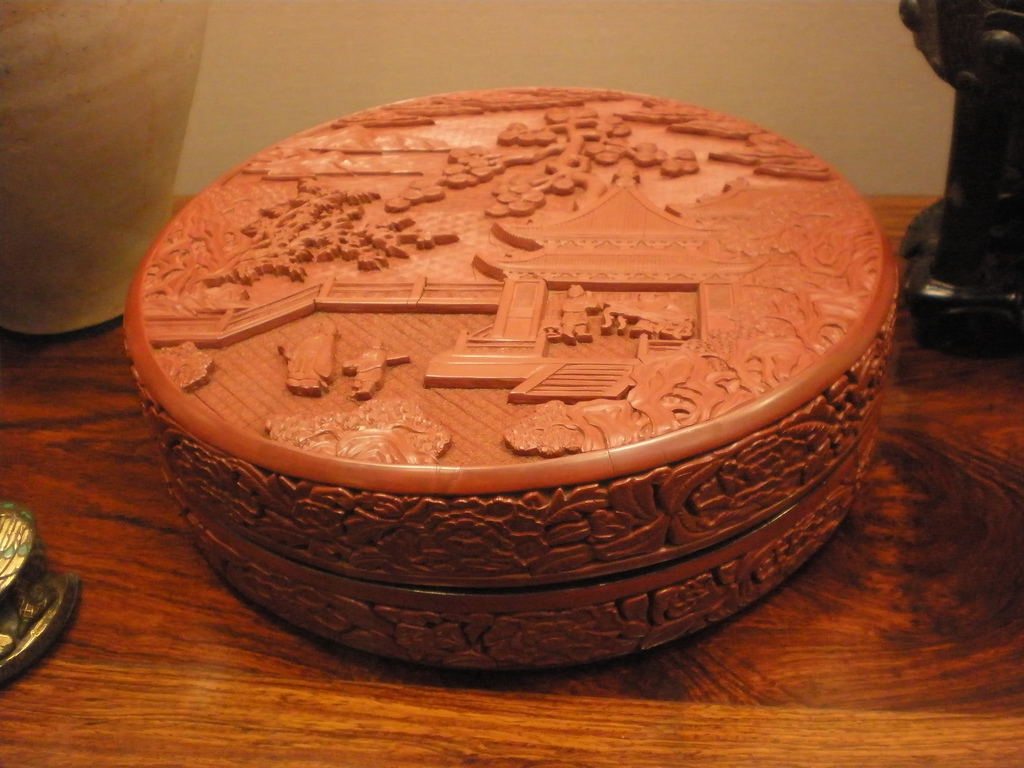
Дерев'яна скринька, рожевий лак, різьблення.
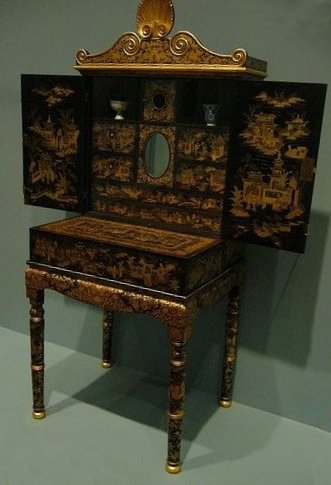
Шафа-кабінет, чорний і золотий лак, Китай,  до 1830 р. Академія мистецтв Гонолулу.
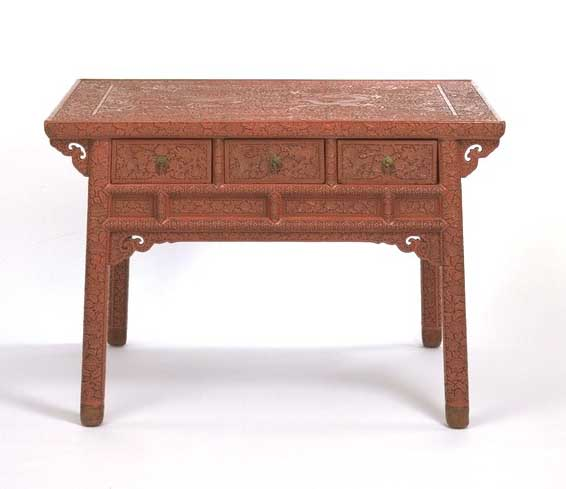
Лаковий стіл, заввишки 79 см, Пекін, до 1436 р.
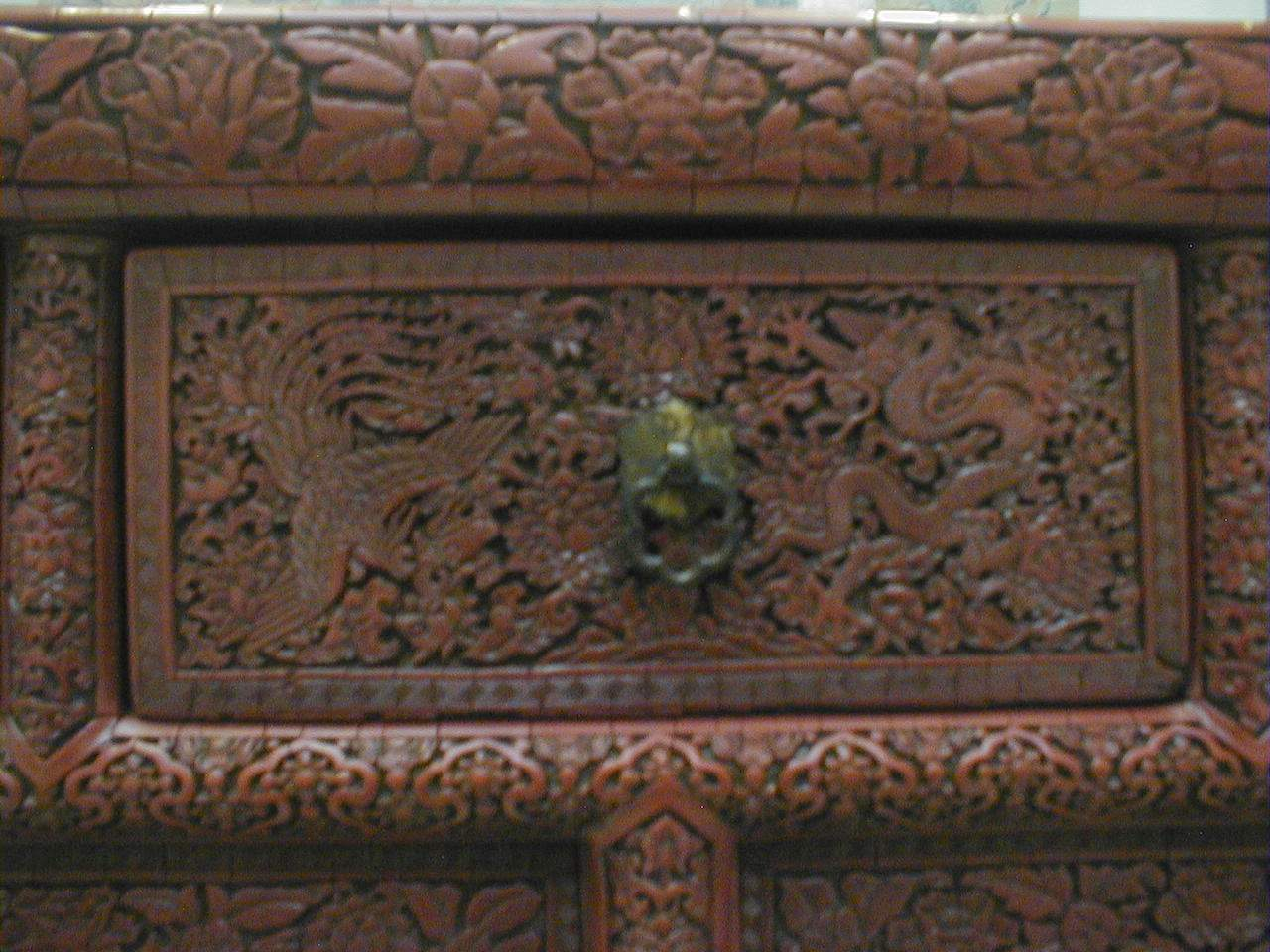
Фрагмент лакового столу, до 1435 р. Музей Вікторії й Альберта, Лондон.
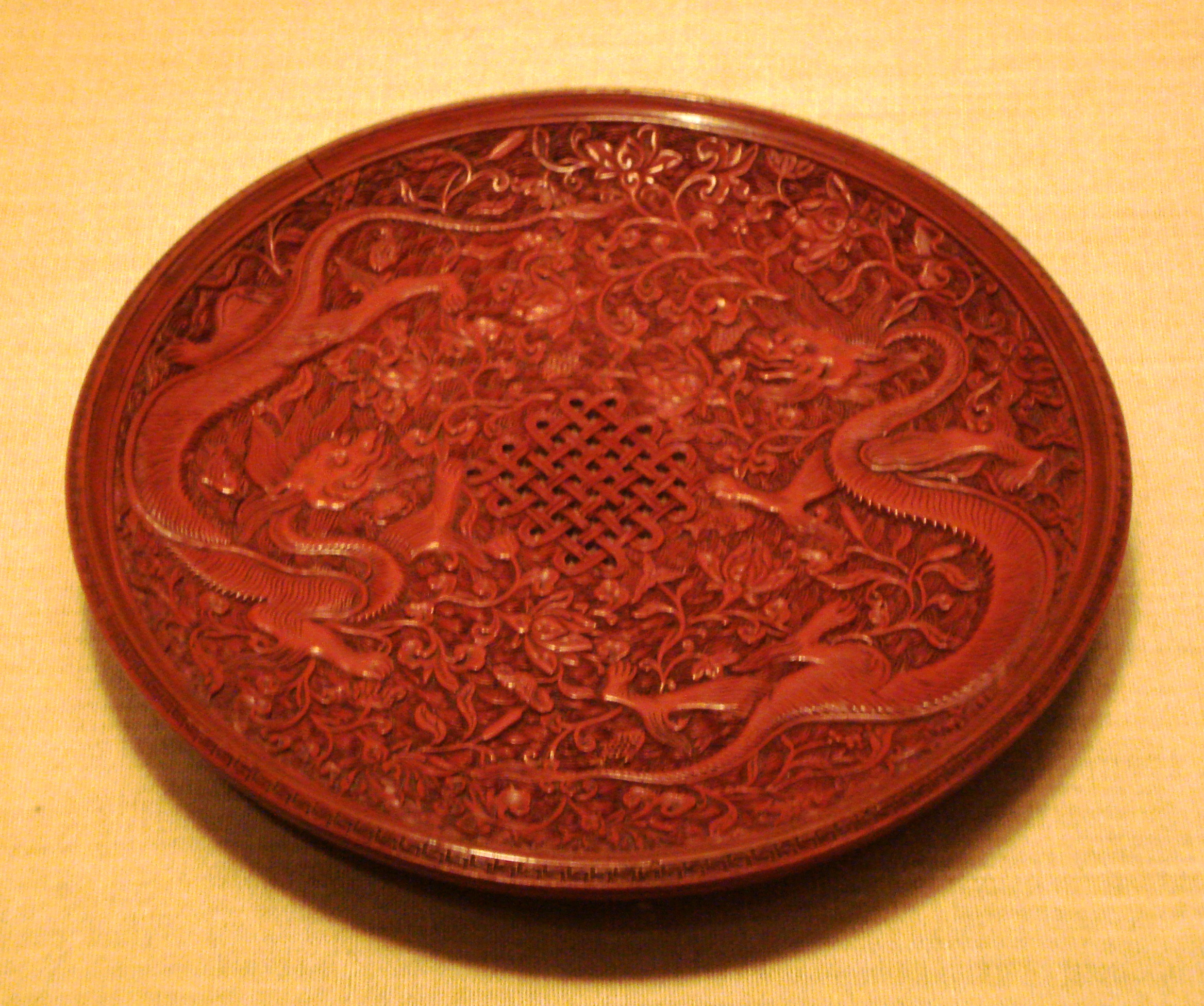
Червоний лак, династія Мін, початок 16 ст.
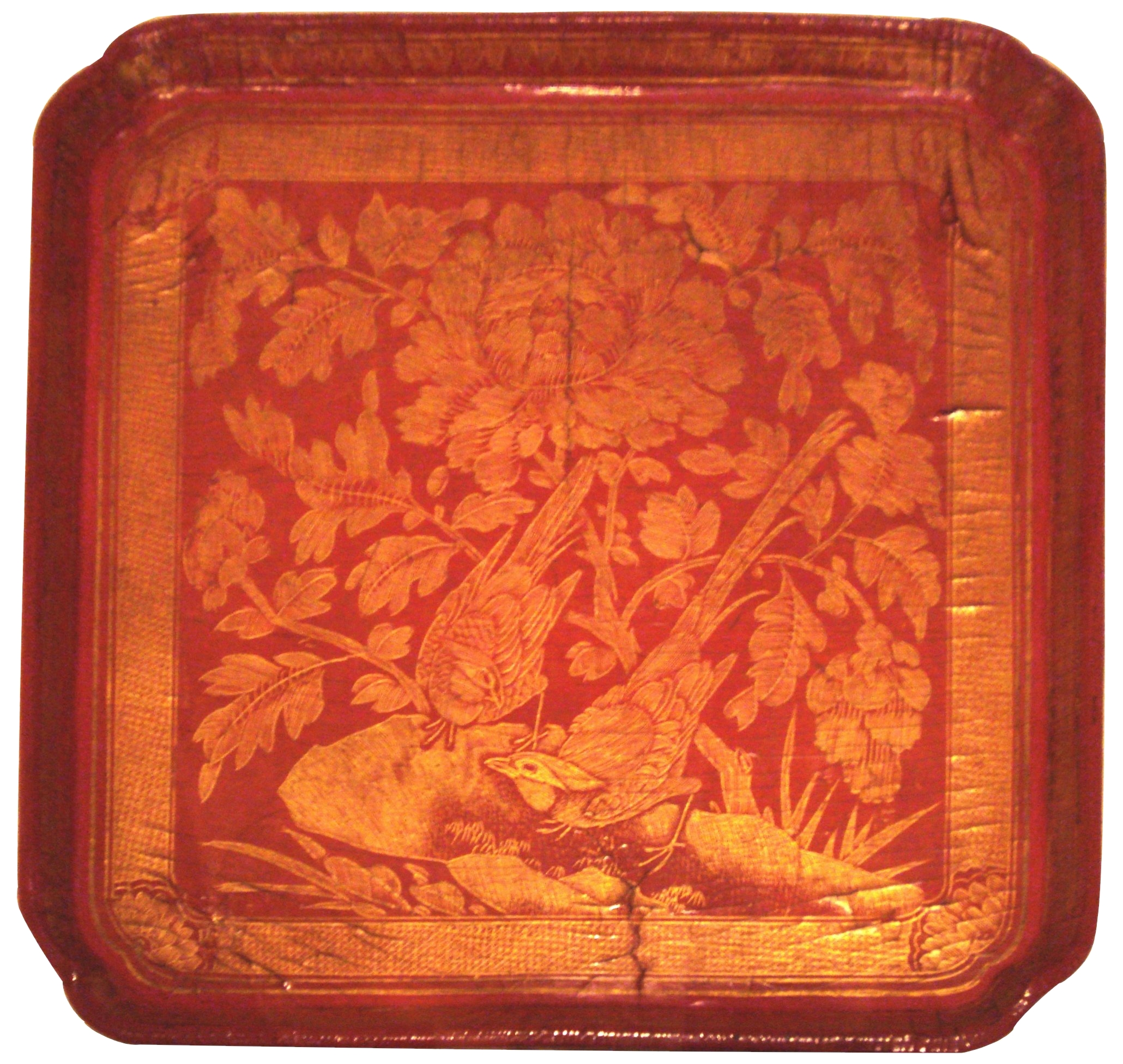
Лакова таріль, династія Сун, 13 ст.
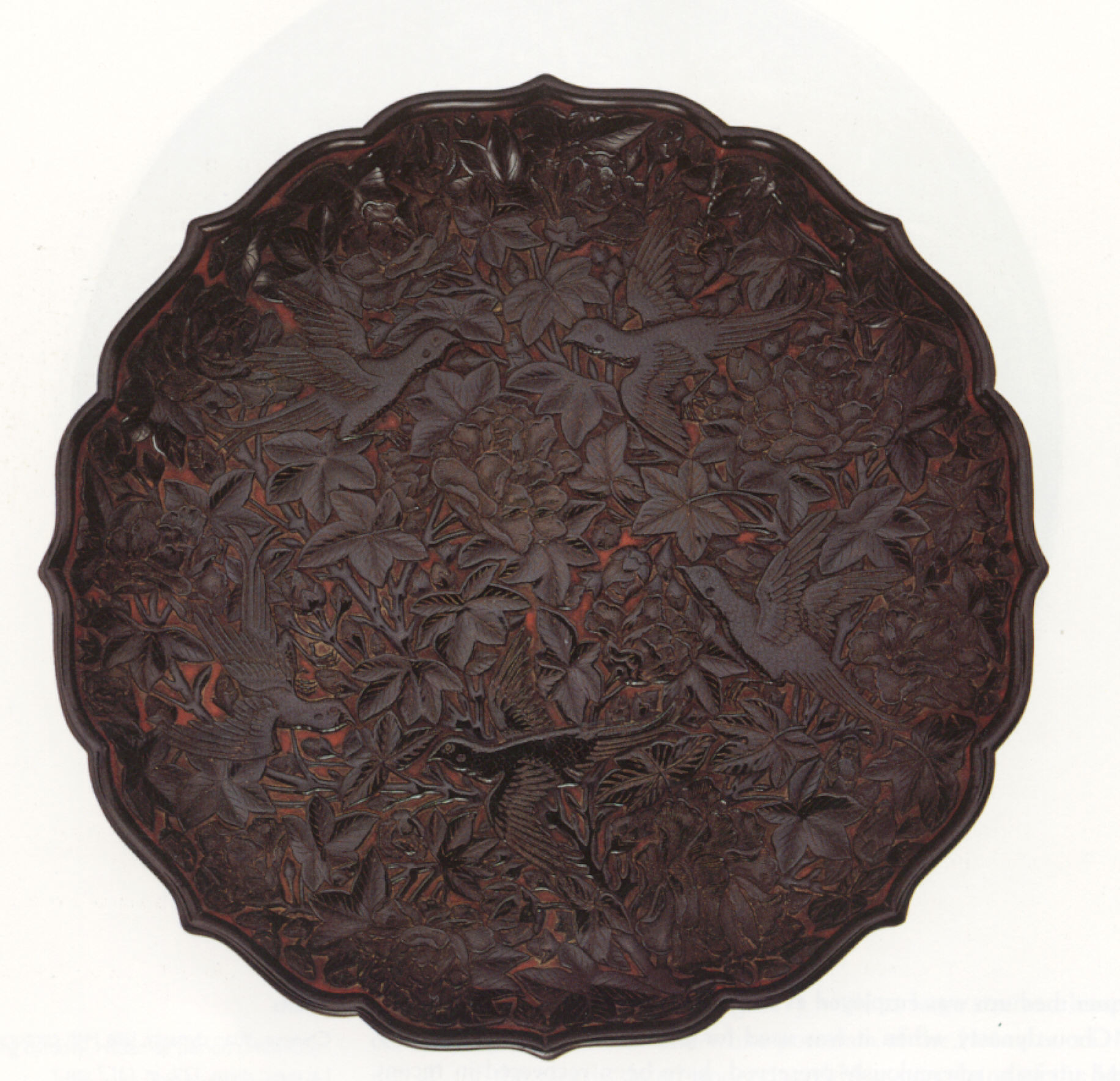
Лакова таріль, династія Мін, початок 15 ст. Академія мистецтв Гонолулу.